# پران لوکاست
پران لوکاست (Pranlukast) نوعی آنتاگونیست گیرنده سیستینیل لکوترین-1 است. عملکرد این دارو مشابه داروی مونته لوکاست است. این دارو در ژاپن کاربرد گسترده ای دارد.
کارکرد اصلی این گروه دارویی مهار اسپاسم برونش (برونکواسپاسم) است که معمولاً در بیماران مبتلا به آسم , در واکنش به آلرژن ها روی میدهد. 
داروهای این گروه به طور معمول در کنار درمان استاندارد با بتا-آگونیست های استنشاقی کوتاه اثر و طولانی اثر به کار میروند . داروهای متعددی در این گروه دارویی قرار دارند که به نظر میرسد اثربخشی آن ها مشابه است. 